# Kerststronk

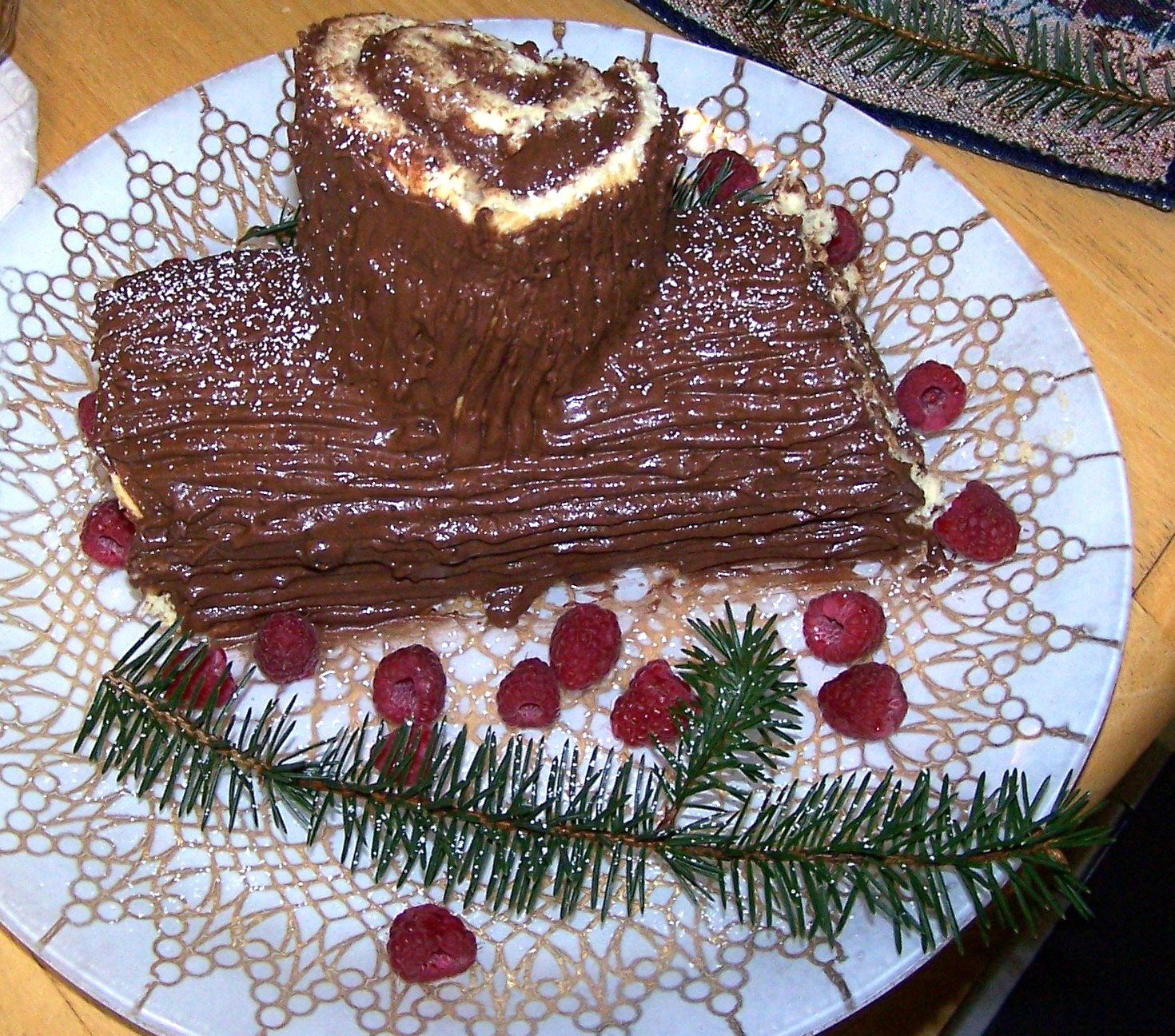
Een traditionele kerststronk, gegarneerd met poedersuiker, frambozen en sparrentakken

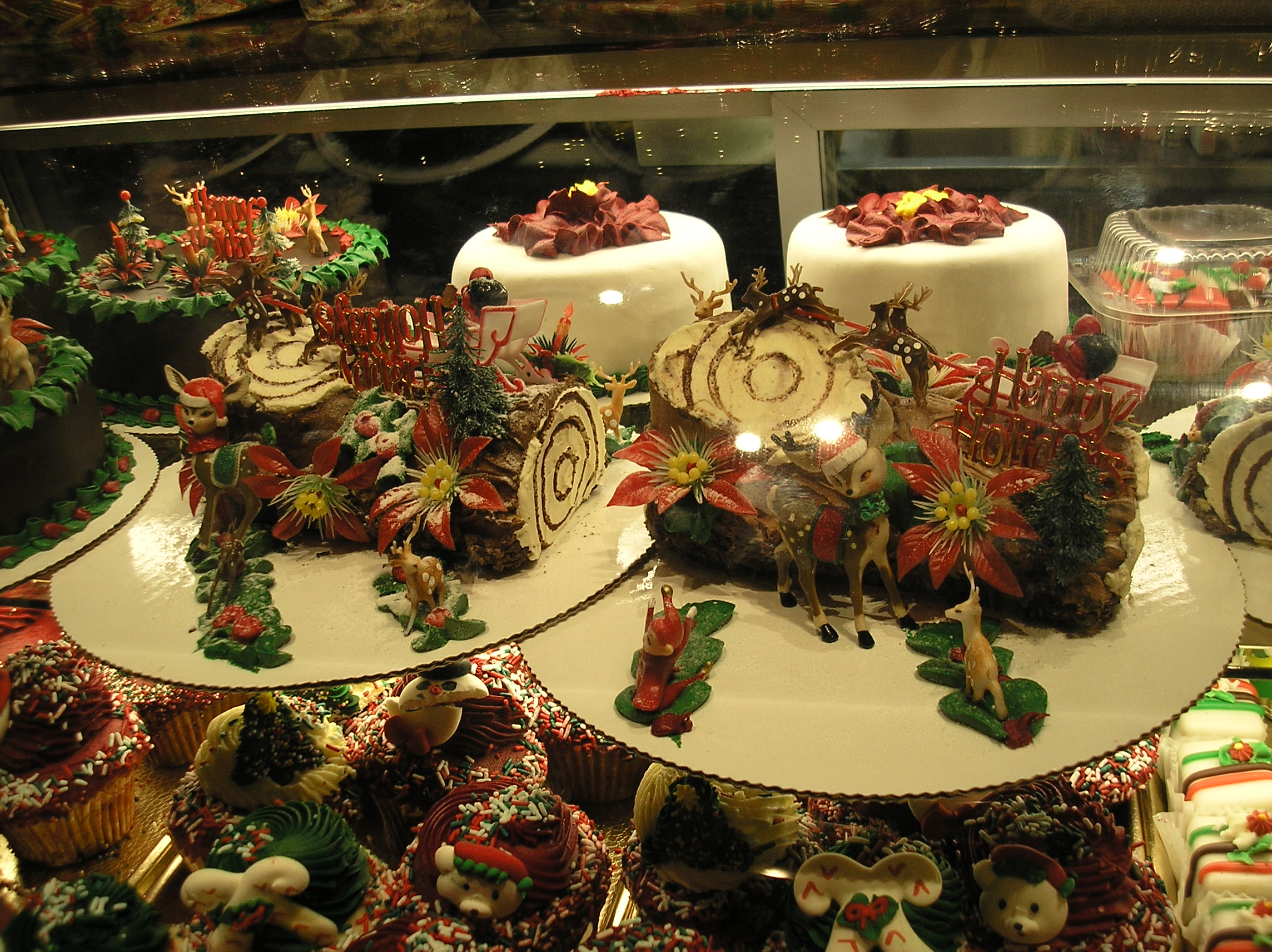
Kerststammen in Grand Central Station, New York

Kerststronk, ook wel kerststam, kerstboomstam of Bûche de Noël genoemd, is een traditioneel nagerecht dat geserveerd wordt rond de kerstdagen in België, Frankrijk, Quebec, Libanon, Vietnam, verschillende andere christelijke Franstalige landen en in het Verenigd Koninkrijk. Zoals de naam al aangeeft, is de taart in het algemeen bereid, gepresenteerd en zo gegarneerd dat die eruitziet als een houtblok dat gereed is om op het vuur te gooien.
De traditionele kerststronk is gemaakt van een génoise of andere biscuit, meestal gebakken in een grote, ondiepe Zwitserse rolpan, geglazuurd, gerold in een cilindervorm en opnieuw aan de buitenkant geglazuurd. De meest voorkomende combinatie is een gele biscuit, geglazuurd en gevuld met crème au beurre van chocolade, maar er bestaan vele variaties op het traditionele recept. 
De taarten zijn vaak versierd met poedersuiker (om sneeuw na te bootsen), takjes, verse bessen en paddenstoelen van schuimpjes gemaakt. Ze worden vaak geserveerd met een gedeelte afgesneden van een uiteinde van de cake die boven op de bovenzijde van de taart geplaatst is, of er wordt aan de zijkant een uitstekend gedeelte van taart afgesneden om een afgehakte tak na te bootsen, vaak samen met een schorsachtig uitziende textuur. dat gecreëerd wordt door een vork door het glazuur te halen. 
De traditie gaat terug op een oud, voorchristelijk gebruik tijdens de Winterzonnewende waarbij een echte boomstronk (Tió de Nadal, het joelblok of skakantzalos) in de familiehaard opgestookt werd. Toen voor de kerstening van Europa de Winterzonnewende gevierd werd, was het een gebruik om door de pater familias een goede stronk hout uit het woud te laten kiezen. Sommige bronnen maken gewag van een stronk van een fruitboom als symbool voor de overvloed. Deze stronk werd met veel ceremonie naar de haard van de familiewoning gebracht en moest zo lang mogelijk brandende gehouden worden om geluk te brengen in het nieuwe jaar dat volgde op de Winterzonnewende. Ook zegende men soms de stronk met wijn of gezouten water. Zelfs het bewaren van de as van de stronk zou geluk brengen (zie ook vibhuti). Het uitstrooien over de te bewerken velden was nuttig.  Deze techniek wordt ook gebruikt door middel van het verbranden van de restanten van vorige gewassen, dus berustte waarschijnlijk op ondervinding. Het binnenshuis bewaren van de as zou bescherming bieden tegen de bliksem.

## Oorsprong
De kerststronk komt oorspronkelijk uit Frankrijk. Vermoedelijk is dit een 19de-eeuwse creatie. In die periode duikt het recept voor het eerst op in diverse Franse kookboeken. Het dessert en recept verspreidden zich al snel naar andere landen.  

## Afbeeldingen

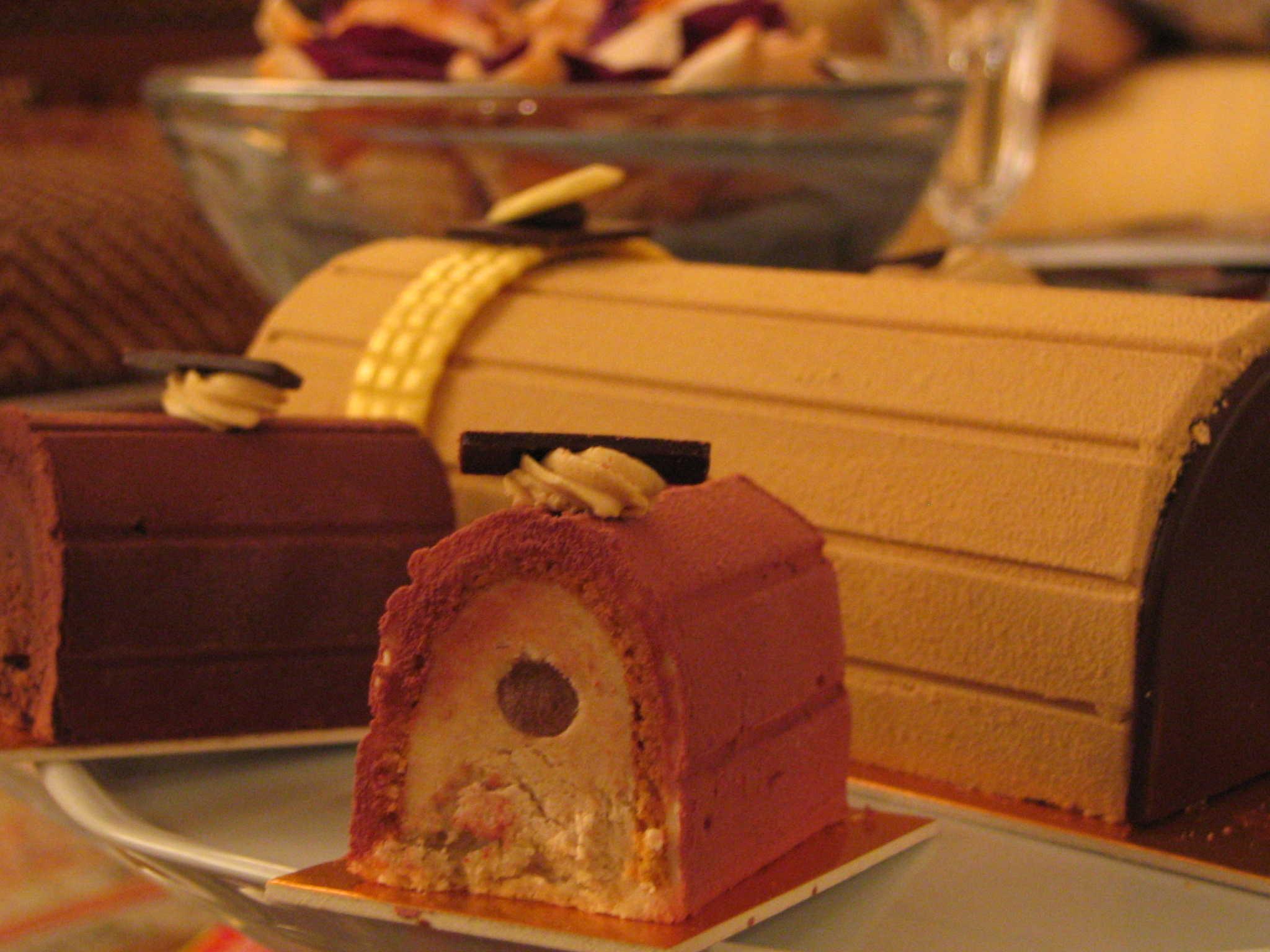
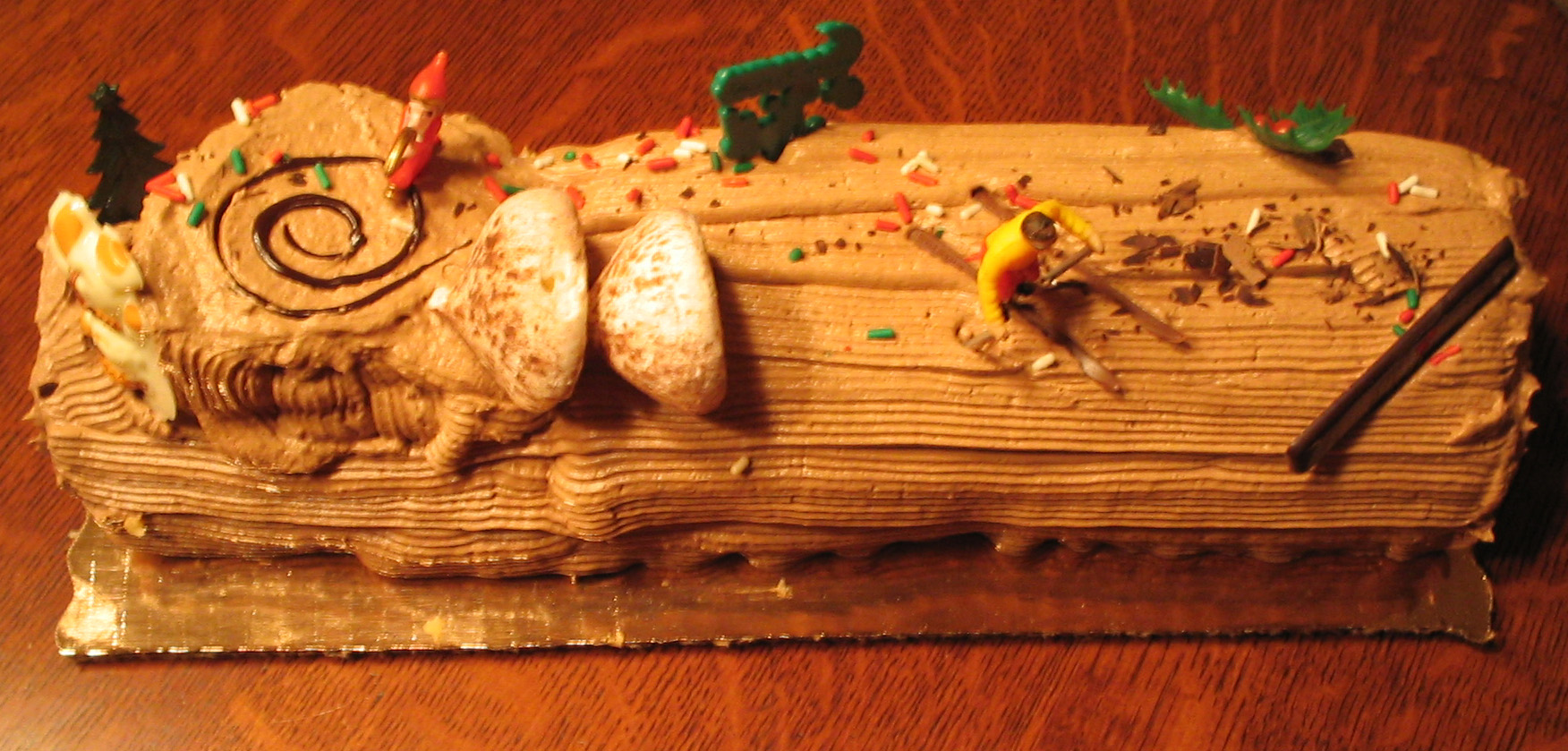
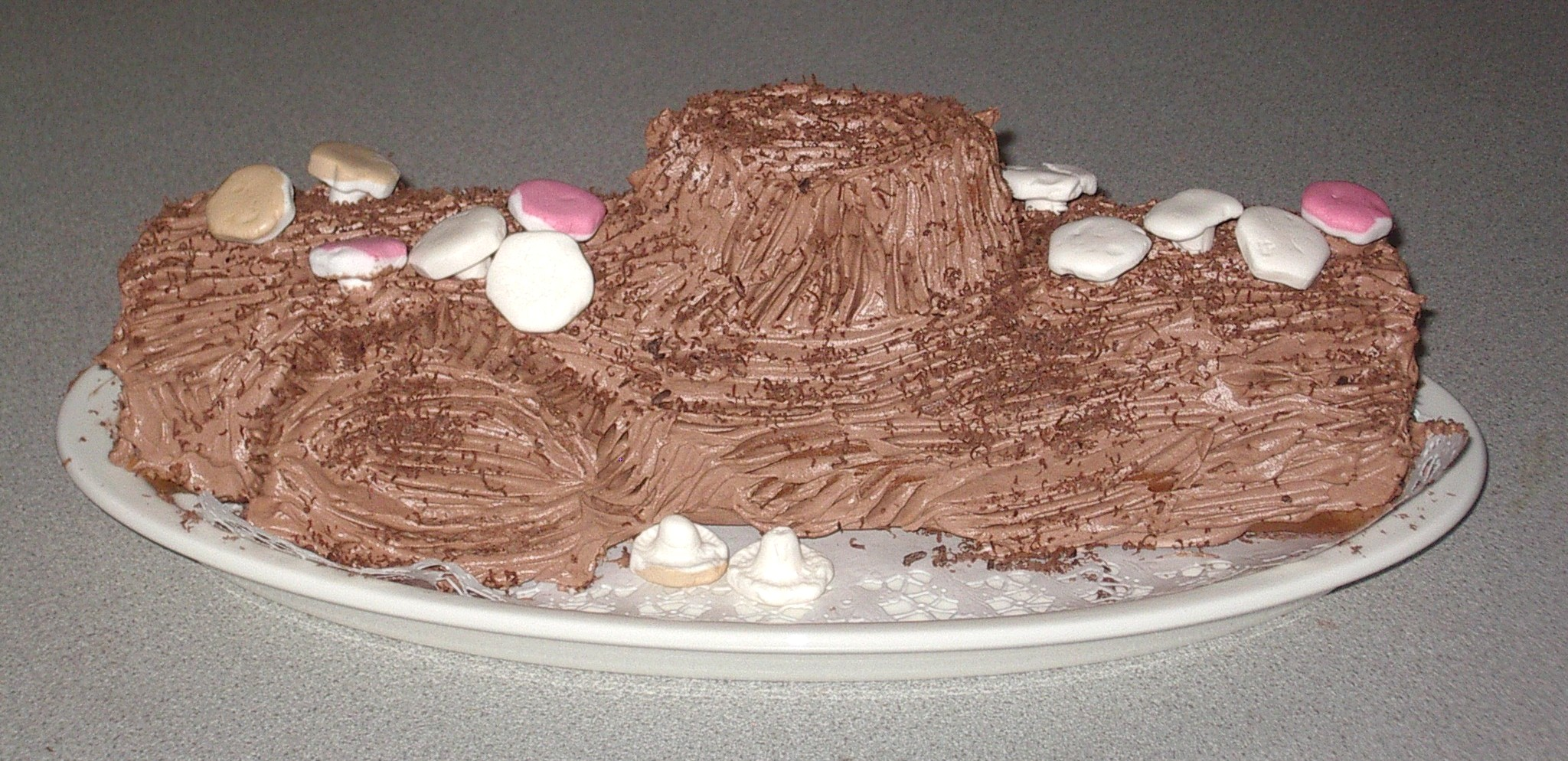